# Campeonato Mundial de Esquí Acrobático de 2029
El XXII Campeonato Mundial de Esquí Acrobático se celebrará en la localidad de Zhangjiakou (China) en el año 2029 bajo la organización de la Federación Internacional de Esquí (FIS) y la Federación de Esquí. Paralelamente se realizará el XVIII Campeonato Mundial de Snowboard.